# Doping im Radsport
Doping, also die Nutzung unerlaubter Methoden und Substanzen zur Leistungssteigerung, ist in Ausdauersportarten wie dem Radsport seit Jahrzehnten als Problem evident. Aber erst durch die sogenannte Festina-Affäre während der Tour de France 1998 rückte die Doping-Problematik im Profi-Radsport wirklich ins Zentrum des öffentlichen Interesses. Gleichzeitig wurde die Doping-Bekämpfung sowohl auf medizinischer als auch auf polizeilicher Ebene seit Ende der 1990er-Jahre deutlich verstärkt.

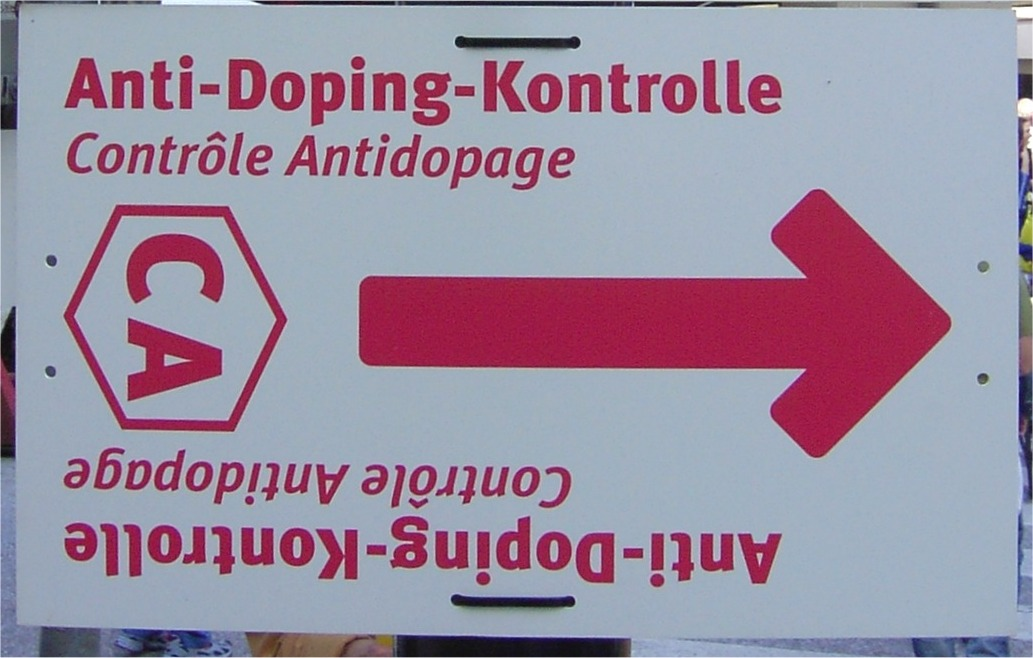
Hinweistafel für Dopingkontrolle bei der Deutschland Tour 2005

## Begriffsbestimmung Doping
Alle Versuche, den Begriff Doping zu definieren, sind an Formulierungsschwierigkeiten gescheitert, da es nicht gelingt, die komplexen Inhalte der verbotenen Wirkstoffe und Methoden der unphysiologischen Leistungssteigerung zusammenzufassen. Doping wird aufgrund dieser Schwierigkeiten durch eine Dopingliste mit genau aufgezählten und beschriebenen Wirkstoffen und Vorgehensweisen definiert.
Diese Liste wurde von internationalen Sportverbänden aufgestellt und von allen nationalen Verbänden übernommen. Ebenso wurde festgelegt, dass ein Dopingverstoß dann vorliegt, wenn eine der in der Verbotsliste aufgezählten Substanzen im Körper des Athleten nachgewiesen wird oder er eine Dopingkontrolle verweigert. Jeder Sportler, der an offiziellen Wettkämpfen teilnimmt, verpflichtet sich durch seine Teilnahme gegenüber dem nationalen Verband, alle Dopingvorschriften einzuhalten.

## Wirkstoffe
Von den 1930er- bis in die 1970er-Jahre wurden im Radsport vorrangig Amphetamine und andere Stimulanzien und Aufputschmittel (darunter auch Koffein) als Dopingmittel benutzt. Diese haben eine euphorisierende Wirkung, reduzieren die Müdigkeit des Sportlers und ermöglichen eine nahezu restlose Ausschöpfung der körperlichen Reserven. Da Stimulanzien kurz vor dem Wettkampf eingenommen werden müssen, um eine Wirkung zu erzielen, waren sie relativ schnell in Kontrollen nachweisbar. Trotzdem werden Amphetamine bis heute häufig bei Dopingtests festgestellt.
Die seit Mitte der 1970er-Jahre verbotenen anabolen Steroide (sogenannte Anabolika) zum Muskelaufbau wurden zwar auch im Radsport eingesetzt, sind aber vorrangig in Schnellkraftsportarten wie dem Gewichtheben und Kurzstreckendisziplinen der Leichtathletik verbreitet. Dagegen gehörten Cortikoide bzw. Corticosteroide (zum Beispiel Cortison) ab den 1970er-Jahren zu den am weitesten verbreiteten Dopingpräparaten im Radsport. 1980 von der UCI verboten, waren sie bis vor wenigen Jahren durch Urintests nicht nachzuweisen. Cortikoide verringern das gefühlte Belastungsempfinden und beschleunigen die Regeneration, eine Wirkungsverstärkung tritt in Verbindung mit Amphetaminen und Anabolika auf.
Seit Ende der 1980er-Jahre erreichten zahlreiche neue Dopingprodukte den Profi-Radsport, neben Wachstumshormonen vor allem Erythropoetin, welches unter dem Kürzel EPO inzwischen geradezu zum Synonym der Dopingpraxis im Radsport geworden ist. Das Präparat EPO ermöglicht eine erhöhte Sauerstoffkonzentration im Blut, wodurch sich die Ausdauer des Athleten direkt verbessert. EPO soll in den frühen 90er Jahren im Spitzenradsport nahezu flächendeckend benutzt worden sein. Lange Zeit konnten nur indirekt über die Messung des Hämatokritwerts Hinweise auf EPO-Doping gewonnen werden. Inzwischen ist es aber möglich, EPO durch einen Urintest nachzuweisen, obwohl derzeit noch Restzweifel an der Zuverlässigkeit der Messmethode bestehen. Ähnliche Effekte wie durch das EPO-Doping können durch Blutdoping erreicht werden, also durch die Injektion eigenen oder fremden Blutes mit höherer Sauerstoffaufnahmekapazität kurz vor dem Wettkampf. Insbesondere Eigenblutdoping ist bisher kaum nachweisbar, außer man findet ein solches Labor, wie 2006 in Spanien geschehen.

## Geschichte des Dopings im Radsport

### Frühzeit
Seit Beginn der ersten Radrennen in der zweiten Hälfte des 19. Jahrhunderts wandten Radsportler auch leistungssteigernde Substanzen an. Inwieweit diese als Doping bezeichnet werden können, ist zweifelhaft, da der Begriff Doping ausdrücklich auf dem Verbot von Wirkstoffen und Methoden basiert. Solange kein eigener sportmedizinischer Katalog – also eine Dopingliste – geschaffen wurde, waren leistungssteigernde Substanzen zumindest sportjuristisch nicht illegal. Seit den 1920er-Jahren begann eine Diskussion um die Notwendigkeit einer Definition von Doping, nicht zuletzt angesichts der deutlich gesundheitsgefährdenden Folgen der oft unkontrollierten Einnahme von Pharmaka.
Erst 1966 nahm der Radsportweltverband UCI verbindliche Anti-Doping-Bestimmungen in sein Reglement auf. Nachdem sich im selben Jahr die drei Erstplatzierten des Flèche Wallonne (Michele Dancelli, Lucien Aimar und Rudi Altig) der Dopingkontrolle entzogen hatten, fand bei der Tour de France 1966 erstmals eine unangemeldete Dopingkontrolle statt. Gegen diese Maßnahmen streikten die Rennfahrer bei der nächsten Etappe. Durch einen Todesfall wurden die Gefahren der Dopingpraxis im Radsport später drastisch verdeutlicht: Bei der Tour 1967 starb Tom Simpson beim Anstieg zum Mont Ventoux unter Einfluss von Amphetaminen und Alkohol.

### 1970er- und 1980er-Jahre
Zahlreiche Aussagen sowohl von Radsportlern selbst als auch von außenstehenden Medizinern und Journalisten belegen, dass Doping im Radsport auch nach der Einführung von Kontrollen ab Mitte der 1960er-Jahre weiterhin äußerst weit verbreitet war. Dies hängt einerseits mit dem über lange Zeit unsystematischen und laxen Kontrollwesen, andererseits mit der zunehmenden kriminellen Energie von Sportlern und Betreuern zusammen. Diese fanden Mittel und Wege, die bekannten Dopingsubstanzen zu verschleiern bzw. wichen auf neue, nicht nachweisbare Produkte aus.
Trotz dieser strukturellen Schwäche in der Dopingbekämpfung wurden in den 1960er- bis 1980er-Jahren immer wieder Rennfahrer bei Dopingkontrollen positiv getestet, darunter die Tour-Sieger Eddy Merckx, Felice Gimondi, Lucien Aimar, Luis Ocaña Pernía, Bernard Thévenet, Joop Zoetemelk, Laurent Fignon, Pedro Delgado sowie die deutschen Fahrer Rudi Altig und Dietrich Thurau. Zahlreiche andere Spitzenfahrer legten während oder nach Beendigung ihrer Karriere Doping-Geständnisse ab, darunter Fausto Coppi, Jacques Anquetil, Rik Van Steenbergen, Roger Pingeon, Freddy Maertens und Peter Winnen. Sowohl die juristischen als auch die öffentlichen Verurteilungen zum Thema Doping fielen in dieser Zeit eher milde aus: Positiv getestete Fahrer wurden meist nur vom aktuellen Rennen disqualifiziert. Die öffentliche Meinung nahm die Dopingproblematik als Nebenerscheinung hin. Insofern hatten die Radrennfahrer selbst bei aufgedeckten Dopingvergehen kaum Sanktionen zu erwarten, was das Unrechtsbewusstsein ebenso reduziert haben dürfte wie die Tatsache, dass „die anderen“ ebenfalls dopten.
Eine grundsätzliche Änderung dieser Situation einer an der selbstverständlichen Dopingpraxis im Radsport weitgehend desinteressierten Öffentlichkeit ist seit Ende der 1980er-Jahre zu beobachten. Bei der Tour de France 1988 wurde der führende Pedro Delgado trotz positiver Dopingprobe zwar nicht disqualifiziert, da das ihm nachgewiesene Verschleierungsmittel zwar auf der Dopingliste des IOC, nicht aber der UCI stand. Im Gegensatz zu früheren Dopingfällen überschattete der Delgado-Skandal jedoch das gesamte Rennen.

### Seit den 1990er-Jahren
In den 1990er-Jahren wurden neue, enorm wirksame Dopingpräparate zur Steigerung der Ausdauer wie EPO im Profi-Radsport vermutlich fast flächendeckend genutzt, konnten aber zunächst nicht nachgewiesen werden. Erst der Festina-Skandal bei der Tour de France 1998 brachte das Thema „Doping im Radsport“ erneut an die Öffentlichkeit. Die Ermittlungen ergaben, dass bei der Mannschaft Festina ein flächendeckendes Doping praktiziert worden war. Diese Entdeckung verdeutlichte die Unwirksamkeit der damaligen Dopingkontrollen: Keiner der Festina-Fahrer war positiv getestet worden. Als effektiv hatte sich stattdessen die Einschaltung der Staatsanwaltschaft erwiesen, die Razzien in den Mannschaftshotels sowie mehrere Verhaftungen durchgeführt hatte.
In den folgenden Jahren wurden in Frankreich und Italien scharfe Anti-Doping-Gesetze geschaffen, die nicht nur den Handel mit Dopingpräparaten, sondern nunmehr auch dessen Einsatz zur Manipulation im Spitzensport unter Gefängnisstrafe stellten. Parallel zu dieser polizeilichen Dopingbekämpfung verabschiedete die UCI – nicht zuletzt unter dem Druck der neu gegründeten Antidopingagentur WADA – härtere sportrechtliche Sanktionen, die bei Dopingfällen nunmehr eine zweijährige Sperre (statt zuvor sechs Monaten) vorsieht. Schließlich wurden einige medizinische Erfolge – etwa der Nachweis von EPO über eine Urinprobe – erzielt.
Trotz dieser Erfolge in der Dopingbekämpfung stellt Doping auch weiter ein strukturelles Problem des Profi-Radsports dar. Indizien dafür sind neue prominente Dopingfälle, die nur die Spitze des Eisbergs zeigen: Olympiasieger Tyler Hamilton wurde 2004 wegen Blutdopings verurteilt und Vuelta-Gewinner Roberto Heras 2005 positiv auf EPO getestet. Dazu gehört auch die Affäre um den siebenfachen Tour-Gewinner Lance Armstrong.
Im Mai 2006 wurde nach der Verhaftung von Manolo Saiz, dem Sportlichen Leiter von Liberty Seguros sowie des Arztes Eufemiano Fuentes der bisher wohl größte Doping-Skandal im professionellen Radsport aufgedeckt (siehe dazu den Hauptartikel Dopingskandal Fuentes).
Im Mittelpunkt der Ermittlungen der sogenannten Operación Puerto steht Fuentes, in dessen Wohnung die Guardia Civil hunderte von Blutplasmakonserven sowie EPO, Wachstumshormone und Anabolika fand. Der Ermittlungsbericht der spanischen Behörden enthält eine Liste mit den Namen von 58 Radsportlern und 140 Sportlern anderer Disziplinen. In der Liste der bisher freigegebenen 38 Namen von Radsportlern finden sich zahlreiche bekannte Fahrer, unter ihnen Jan Ullrich, Ivan Basso, Roberto Heras, Tyler Hamilton und Joseba Beloki. Weitere Indizien wiesen auf die Verstrickung des Sportlichen Leiters des Team T-Mobile Rudy Pevenage hin (vgl. auch Doping-Affäre Team Telekom). Jan Ullrich, Óscar Sevilla und Rudy Pevenage wurden nach Aufforderung der Teamleitung durch den Sponsor T-Mobile suspendiert bzw. entlassen (Pevenage).
Auch Alberto Contador stand auf Fuentes’ Liste, trotzdem durfte er ab 2007 fahren und gewann seitdem die Tour de France 2007, 2009 und 2010, den Giro d’Italia 2008 und die Vuelta a España 2008. Der Tour-de-France-Sieg 2010 wurde allerdings wegen Doping aberkannt.
Am 27. Juli 2006 wurde bekannt, dass der Tour-Sieger der 2006er-Tour, Floyd Landis, während der 17. Etappe in der A-Probe einen um das Dreifache über dem Grenzwert liegenden Testosteron/Epitestosteron-Quotienten aufwies. Die B-Probe war ebenfalls positiv. Landis, ein früherer Helfer von Lance Armstrong, der nun als Kapitän des schweizerischen Team Phonak Hearing Systems fuhr, behauptete, die Werte seien für ihn natürlich, da er ein Schilddrüsenpräparat erhalte und zudem am Vorabend Bier und Whiskey getrunken habe.
In der Fernsehsendung Beckmann am 21. Mai 2007 gestand Ex-Radprofi Bert Dietz EPO-Doping in den 1990er-Jahren. In der Folge gestanden die Ex-Fahrer Christian Henn, Rolf Aldag, Udo Bölts, der aktive Fahrer Erik Zabel sowie zwei Mediziner der Universität Freiburg, Blutdoping betrieben bzw. dieses unterstützt zu haben.
Der dänische Tour-de-France-Gewinner von 1996 Bjarne Riis teilte am 25. Mai 2007 in einer Pressekonferenz mit, dass er jahrelang Doping mit EPO, Kortison und Wachstumshormonen betrieben habe; sein Sieg sei zwar unter dem Einfluss der Einnahme verbotener Stoffe erfolgt, aber „ohne sportliches Können nützt Doping gar nichts“. In der Presse war zu lesen, dass seine Bekehrung vom Saulus zum Paulus nicht überall geschätzt wird. Bjarne Riis hatte als Teamchef Ivan Basso entlassen, nachdem bekannt wurde, dass dieser gedopt hatte.
In der Bild am Sonntag vom 27. Mai 2007 gab der frühere Telekom-Masseur Jef D’hont bekannt, dass er dem Tour-de-France-Gewinner von 1997, Jan Ullrich, in Frankreich einmal persönlich EPO injiziert habe, distanzierte sich aber im belgischen Rundfunk wieder von dieser Aussage. Ullrich äußert sich zu den Vorwürfen nicht, was von seinem Anwalt Peter-Michael Diestel mit den Worten kommentiert wurde, Ullrich sei – anders als die anderen – Beschuldigter in einem Strafverfahren und könne sich deshalb nicht äußern. Kurz darauf wurde bekannt, dass Diestel nicht mehr Anwalt von Jan Ullrich ist, wobei Diestel behauptete, er habe das Mandat niedergelegt, während aus der Entourage von Jan Ullrich verlautete, dieser sei entlassen worden.
Parallel zu diesen Affären wurde in den Jahren 2003 bis 2007 in der sogenannten Cofidis-Affäre ermittelt, in der schließlich ein Pfleger und sechs Fahrer wegen Dopingmissbrauch zu Haftstrafen auf Bewährung verurteilt wurden.
Zur Bekämpfung von Doping wurde ab 1. Januar 2009 der Biologische Pass in das Reglement der UCI aufgenommen. Der Biologische Pass ermöglicht durch seine Datensammlung Maßnahmen aufgrund des Anti-Doping-Reglements mithilfe indirekter Nachweisverfahren, d. h. ohne Nachweis einer bestimmten Substanz oder Methode.

### Seit 2013
Im Januar 2013 gab Lance Armstrong unter großem Fahndungsdruck der USADA in der Talkshow von Oprah Winfrey langjähriges Doping zu. Als Reaktion wurden ihm sämtliche sieben Tour-de-France-Siege aberkannt, ohne dass es zu einer Neuvergabe der jeweiligen Siege kam. Kurz danach gaben Michael Rasmussen, Michael Boogerd und Rolf Sørensen umfassenden Dopingmissbrauch zu. Im Juli 2013 kam eine französische Untersuchung der Tour de France 1998 zum Ergebnis, dass viele ehemalige Fahrer wie Marco Pantani (Gewinner), Jan Ullrich, Erik Zabel, Laurent Jalabert, Mario Cipollini, Abraham Olano, Jeroen Blijlevens, Jens Heppner, Stuart O’Grady mit EPO gedopt hätten. Ullrich und Zabel gestanden dies unabhängig voneinander ein.
In einem im März 2015 veröffentlichten Bericht der durch die UCI eingesetzten Cycling Independent Reform Commission, wurde auf zahlreiche Verstöße der UCI gegen das Antidoping-Reglement und gegen Good-Governance-Prinzipien während dieses Zeitraums hingewiesen.

## Verhalten überführter Sportler
Überführte Dopingsünder finden zu ihrem Vergehen stets neue Erklärungsversuche. Floyd Landis gab bei der Tour 2006 an, ein durchzechter Vorabend sei die Ursache für seinen Sieg der schweren Bergetappe. Auch absurde Erklärungsversuche werden in vielen Fällen von der Presse nicht nur vermeldet, sondern auch geglaubt. So z. B. Gilberto Simoni, der ein kokainhaltiges Narkosemittel bei einer Zahnarztbehandlung und peruanische Bonbons für zwei positive Tests beim Giro d’Italia 2002 angab oder Jan Ullrich, der davon sprach, in einer Diskothek von einem Unbekannten „irgendwelche“ Tabletten zugesteckt bekommen zu haben, die seinen psychischen Zustand verbessern sollten. Auffällig ist auch die hohe Anzahl von vermeintlichen Asthmatikern und chronisch Kranken unter den Radsportlern, denen die geduldete Einnahme bestimmter, sonst verbotener Präparate ermöglicht wird.
Mittelbar Betroffene eines Dopingfalls, zum Beispiel Mannschaftskameraden, verhalten sich in der Regel loyal zu ihren beschuldigten oder überführten Kollegen. Zahlreiche Fahrer argumentieren mit der Unschuldsvermutung oder es wird bei eindeutiger Indizienlage (benutzte Spritzen im Abfall oder beschriftete Blutbeutel) darauf verwiesen, dass kein Test positiv gewesen sei. Fast kein Fahrer spricht von Betrug.
Ein eindeutigeres Bild hingegen ergeben die Aussagen ehemaliger Radsportler, die dieses Thema aufgreifen, zum Beispiel weil sie selbst überführt wurden. Meistens sprechen sie von vollkommen flächendeckendem und systematischem Doping, entweder im eigenen Team oder gar im gesamten Fahrerfeld. Exemplarisch dafür sind einige Aussagen im Fall Festina, etwa von Alex Zülle oder die Enthüllungen von David Millar, Jesús Manzano und Jörg Jaksche im Spiegel der Ausgabe 27/2007. Auch die Fahrer früherer Jahrzehnte wie Dietrich Thurau sprechen im Nachhinein von flächendeckendem Dopingverhalten. Die Enthüllungen vom Mai 2007 von Dietz über Aldag bis Riis wurden in vielen anderen Ländern mit Verwunderung zur Kenntnis genommen, insbesondere beim zu dem Zeitpunkt laufenden Radrennen, dem Giro. Laut der Aussage von Jörg Jaksche wollten einige der Sportlichen Leiter abwarten, bis wieder Ruhe einkehre, um dann die beschuldigten Fahrer wieder starten zu lassen, nur die deutschen Teams würden dies verhindern.

## Überführte und gesperrte Radsportler (Auswahl)
- Juni 1996: Jörg Paffrath; Sperre für sechs Monate; Doping während der Deutschen Straßen-Radmeisterschaften 1996.[16]
- April 1998: Jörg Paffrath; nach seinem Eingeständnis des Gebrauchs von Dopingpräparaten in der Zeitschrift Spiegel (25/1997) lebenslang gesperrt, lebenslange Sperre im Mai 2003 durch den BDR wieder aufgehoben.[17]
- Herbst 1998: Alex Zülle, Team Festina; Sperre für sieben Monate; Doping während der Tour de France 1997; Doping mit EPO.
- Herbst 1998: Laurent Dufaux, Team Festina; Sperre für sieben Monate; Doping während der Tour de France 1997; Doping mit EPO.
- Herbst 1998: Armin Meier, Team Festina; Sperre für sieben Monate; Doping während der Tour de France 1997; Doping mit EPO.
- Herbst 1998: Laurent Brochard, Team Festina; Sperre für fünf Monate; Doping während der Tour de France 1997; Doping mit EPO.
- Herbst 1998: Christophe Moreau, Team Festina; Sperre für fünf Monate; Doping während der Tour de France 1997; Doping mit EPO.
- Herbst 1998: Didier Rous, Team Festina; Sperre für fünf Monate; Doping während der Tour de France 1997; Doping mit EPO.
- Herbst 1998: Neil Stephens, Team Festina; Rücktritt und Karriereende; Doping während der Tour de France 1997; Doping mit EPO.
- Herbst 1998: Richard Virenque, Team Festina; Sperre für neun Monate (reduziert auf sieben Monate); Doping während Tour de France 1997; Doping mit EPO.
- Herbst 1998: Pascal Hervé, Team Festina; Sperre Dauer unbekannt; Doping während der Tour de France 1997; Doping mit EPO.
- 21. Juli 2007: Alexander Winokurow, Team Astana; Sperre für 2 Jahre; Fremdblutdoping; Aberkennung zweier Etappensiege.[18]
- 20. September 2007: Floyd Landis, Team Phonak Hearing Systems; Sperre bis 30. Januar 2009; Doping während der Tour de France 2006, Etappe 17; Doping mit künstlichem Testosteron; Aberkennung des Tour-de-France-Sieges 2006.
- September 2007: Michael Rasmussen, Team Rabobank; Doping während der Tour mit Dynepo, einem Mittel, das bis dahin noch nicht im Dopingkatalog der Welt-Anti-Doping-Agentur (WADA) aufgelistet war. Eine strafrechtliche Verfolgung blieb deshalb aus.[19]
- Herbst 2008: Bernhard Kohl, Stefan Schumacher, Team Gerolsteiner, Sperre für 2 Jahre; Doping während der Tour de France 2008 mit dem EPO-Nachfolgepräparat CERA.
- Januar 2013: Lance Armstrong, Aberkennung aller sieben Tour-de-France-Siege
- Juli 2013: 57 Teilnehmer der Tour de France 1998, unter anderem Marco Pantani, Jan Ullrich, Erik Zabel, Laurent Jalabert und Stuart O’Grady
- Juni 2019: Juan José Cobo, Sieger der Vuelta a España 2011, wurde wegen Unregelmäßigkeiten in seinem biologischen Pass in den Jahren 2009 bis 2011 nachträglich von allen Vuelta-Etappen dieses Zeitraums disqualifiziert, wodurch er auch seinen Gesamtsieg verlor.

## Filme
- Uli Fritz, Hagen Boßdorf: Die rollende Apotheke – Der Radsport und sein Dopingproblem ARD, 2006, Dokumentation